# Petronsaari (ö i Norra Karelen, Joensuu, lat 62,99, long 30,79)
Petronsaari är en ö i Finland. Den ligger i sjön Koitere och i kommunen Ilomants i den ekonomiska regionen  Joensuu ekonomiska region  och landskapet Norra Karelen, i den östra delen av landet, 400 km nordost om huvudstaden Helsingfors. Öns area är 1,58 kvadratkilometer och dess största längd är 2,9 kilometer i sydöst-nordvästlig riktning.